# Syedra Ancient City 2023
De eerste editie van de Turkse wielerwedstrijd Syedra Ancient City vond plaats op 26 maart 2023 en was onderdeel van de UCI Europe Tour. De koers startte in Alanya en finishte zo'n 150 kilometer verderop nabij de ruïnes van Syedra en had bijna 2000 hoogtemeters. De Griek Polychronis Tzortzakis kwam solo aan de finish waar de Canadees James Piccoli 49 seconden later finishte. Landgenoot van Tzortzakis Periklis Ilias kwam iets meer dan twee minuten later als derde over de eindstreep.
De negende plaats van de Azerbeidzjaan Elchin Asadov is ongeldig verklaard.

## Uitslag
| Plaats  | Naam                   | Ploeg                                | tijd     |
| ------- | ---------------------- | ------------------------------------ | -------- |
| Winnaar | Polychronis Tzortzakis | Griekenland                          | 3u42'11" |
| 2       | James Piccoli          | China Glory Continental Cycling Team | + 49"    |
| 3       | Periklis Ilias         | Griekenland                          | + 2'09"  |
| 4       | Georgios Bouglas       | Griekenland                          | + 2'21"  |
| 5       | Samet Bulut            | Konya Büyükşehir Belediye Spor       | + 2'39"  |
| 6       | Savva Novikov          | Cycling Sport Club Olymp             | + 2'43"  |
| 7       | Halil İbrahim Doğan    | Beykoz Belediyesi Spor Kulübü        | + 2'55"  |
| 8       | Ahmet Örken            | Spor Toto Cycling Team               | + 3'22"  |
| 9       | Elchin Asadov          | Sakarya BB Pro Team                  | + 4'04"  |
| 10      | Sergej Rostovtsev      | Beykoz Belediyesi Spor Kulübü        | + 5'46"  |

2023 · 
2024 · 
2025